# Ertuğrul (frégate)
Pour l’article homonyme, voir Ertuğrul.
L’Ertuğrul, lancée en 1863, était une frégate de la marine ottomane. Alors qu'elle retournait d'une visite de courtoisie au Japon en 1890, elle fut touchée par un typhon à proximité des côtes de la préfecture de Wakayama, s'accrocha contre des récifs et coula. Le naufrage entraîna la mort de 533 marins, y compris l'amiral Ali Osman Pacha. Seuls 69 membres de l'équipage survécurent et purent retourner dans l'empire ottoman à bord de corvettes japonaises. Cet évènement est considéré comme l'un des actes fondateurs de l'amitié turco-japonaise, personnifiée par l'implication de Yamada Torajirō. Au Japon, sur la côte où a eu lieu l'événement, une statue commémore le naufrage et l'aide apportée par les Japonais. 

## Construction et premières missions
Le bateau fut commandé en 1854 par le sultan ottoman Abdülmecid Ier. Construit dans le chantier naval de Taşkızak situé dans la Corne d'Or, il fut lancé le 19 octobre 1863 en présence du sultan Abdülaziz. Il fut baptisé en référence au Gâzi Ertuğrul (1191–1281, le père d’Osman Ier fondateur de l'Empire ottoman. Ce trois-mâts construit en bois était long de 79 m, large de 15,5 et avait un tirant d'eau de 8 m.
La frégate fut envoyée en Grande-Bretagne en 1864 afin d'être équipée de chaudières et d'un équipement moderne, comprenant une installation de lumière électrique.
Le 18 février 1865, le bateau quitta Portsmouth afin de regagner l'Empire accompagné de deux autres navires de la flotte ottomane, le Kosova et le Hüdavendigâr. En chemin, ils firent escale dans plusieurs ports français et espagnols. Après être arrivé à Constantinople, le navire jeta l'ancre dans le Bosphore, en face du palais de Dolmabahçe. Il prit par la suite part à la campagne dirigée contre la révolte crétoise de 1866-1869

## Relations turco-japonaises
En novembre 1878, l'escadron Seiki de la marine impériale japonaise fit escale à Constantinople dans le cadre d'une mission d'entraînement en Europe et l'envoyé japonais fut reçu en personne par le sultan Abdul Hamid II et honoré de plusieurs décorations. Puis, en 1881, le prince Kato Hito, parent de l'empereur du Japon se rendit à la cour du palais de Yıldız afin de parvenir à la conclusion d'accords bilatéraux concernant le commerce et le statut en temps de guerre. À la suite de la visite à Constantinople en octobre 1887 du prince Komatsu Akihito qui décora le sultan de la plus haute décoration japonaise, l'ordre du Chrysanthème, le gouvernement de l'Empire ottoman décida d'envoyer en retour l'Ertuğrul en visite de courtoisie au Japon.

## Préparation de la visite
Le 14 février 1889, le grand vizir Mehmed Kamil Pacha le Chypriote (en) envoya une note au commandant de la marine, Bozcaadalı Hasan Hüsnü Pacha (en), lui demandant d'organiser l'envoi d'un navire de guerre capable de naviguer jusqu'au Japon afin de mettre en pratique les connaissances théoriques des lauréats de l'académie navale de l'Empire. Le 25 février de cette même année, Hasan Husnu Pacha l'informa que la frégate Ertuğrul serait à même de remplir cette mission, que les préparations préalables au voyage pourraient être accomplies sous une semaine et que la frégate serait prête à larguer les amarres en moins d'un mois. Le grand-vizir dévoila par la suite l'objectif réel de la mission, il s'agissait d'affermir les liens diplomatiques naissants entre les deux empires par l'octroi au souverain japonais de la plus haute décoration de la Porte, la « médaille du grand honneur », l'envoi de la frégate permettrait aussi de montrer le pavillon ottoman dans l'océan Indien.
Le 6 avril 1889, le ministère de la marine nomma le capitaine Ali Osman Bey au poste d'officier commandant de l’Ertuğrul en raison de ses connaissances en langues étrangères et de ses compétences en tant que marin.
Le bateau qui avait déjà 25 ans de service derrière lui fut rénové peu avant le voyage, la plupart des pièces en bois de la coque furent remplacées pour l'occasion.

## Voyage au Japon

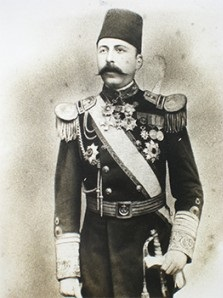
l'Amiral Ali Osman Pacha.

La frégate, avec à son bord 607 marins (chiffre contesté) dont 57 officiers quitta la capitale de l'empire le 14 juillet 1889.
L'itinéraire avait été tracé de telle manière qu'il puisse permettre au navire de faire un nombre d'escales suffisant en chemin. Le premier arrêt avait été programmé à Marmaris puis, à Port-Saïd en Égypte avant le passage du canal de Suez, à Djeddah, sur les côtes de la mer Rouge et à Aden à l'entrée de l'océan Indien. De là, en raison des vents saisonniers, il était prévu qu'il fasse escale à Pondichéry et à Calcutta en Inde. Après avoir rejoint Singapour, l’Ertuğrul devait se rendre à Malacca en passant par le détroit du même nom. Puis, mettant cap au nord le navire devait se diriger vers Saïgon en Indochine, faire escale en Chine et rejoindre Hong Kong. Port Amoy et Shangaï devaient ensuite être les ultimes étapes avant les côtes japonaises. Enfin, le navire rejoindrait Nagasaki puis Yokohama, sa destination finale. Le retour était programmé pour le mois d'octobre de la même année.
Plusieurs avaries émaillèrent ce long périple. Le 26 juillet 1889, le navire fit son entrée dans le canal de Suez et s'échoua dans le Grand Lac Amer, ce qui eut pour effet la perte du gouvernail et la destruction du poste arrière. Après réparation, l’Ertuğrul largua de nouveau les amarres le 23 septembre. Alors qu'il naviguait dans l'océan Indien, le bateau prit l'eau par l'avant. L'équipage fut incapable de procéder à des réparations avant d'avoir atteint Singapour. Il ne repartit de ce port que le 22 mars 1890. Après une escale de dix jours à Saïgon, il arriva à Yokohama le 7 juin 1890. En tout et pour tout, le voyage jusqu'au Japon dura onze mois au cours desquels le commandant du navire fut fait commodore.
À Yokohama, l'amiral Ali Osman Pacha et ses officiers furent reçus par l'empereur Meiji le 13 juin 1890. Les présents et la décoration adressés par le sultan Abdul Hamid II furent remis à leurs destinataires. Ali Osman Pacha reçut une décoration de l'ordre du Soleil levant de première classe et le skipper Ali Bey fut honoré d'une décoration du même type de troisième classe. D'autres officiers du bord furent aussi décorés. Puis, les envoyés ottomans furent reçus par l'impératrice. Le 14 juin 1890, le jeune prince Yoshihito Haru s'entretint avec ces mêmes émissaires. Les jours suivants, de nombreuses réceptions, diners et cérémonies furent organisées.
Durant ce séjour de trois mois au Japon, douze membres d'équipage de l’Ertuğrul touchés par des épidémies trouvèrent la mort.

## Naufrage

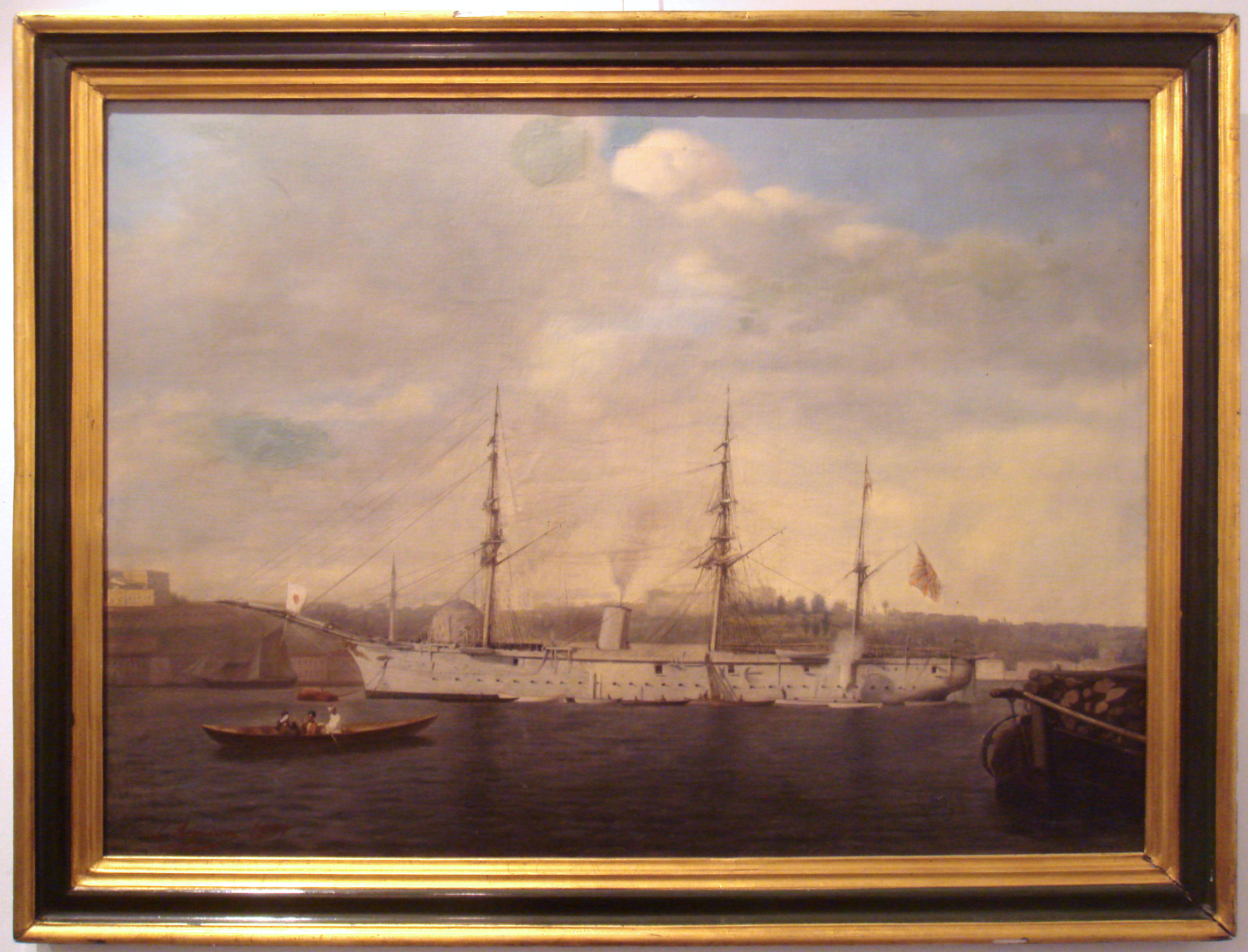
Le croiseur japonais Kongō à Constantinople en 1891, par Luigi Acquarone (1800-1896).

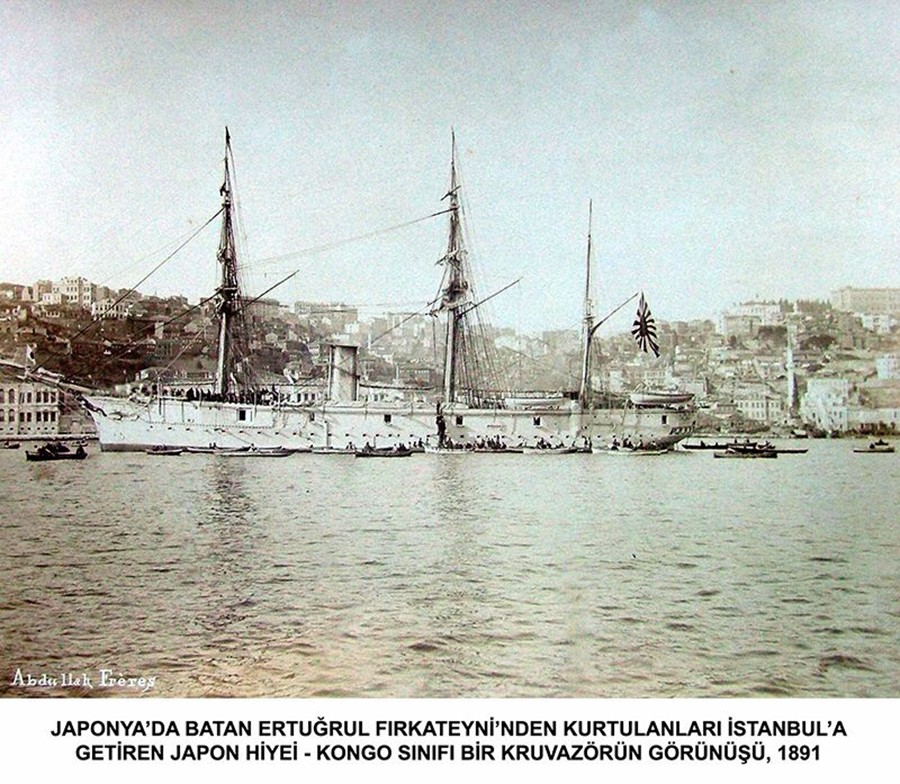
Une vue du Hiei japonais, une corvette de classe Kongō qui a amené les survivants de la frégate Ertuğrul qui a coulé au Japon à Constantinople (aujourd'hui Istanbul), en 1891.

Le 15 septembre 1890 à midi, l’Ertuğrul quitta Yokohama en direction de Constantinople. Les très bonnes conditions météorologiques du départ changèrent le lendemain matin. Un vent de face commença à souffler, devenant de plus en plus fort l'après-midi. Au crépuscule, les conditions climatiques obligèrent l'équipage à baisser les voiles. Dans le même temps, de hautes vagues surgissant d'une mer démontée commencèrent à frapper la frégate qui, soumise aux éléments parvenait avec peine à poursuivre sa voie. Le mât de misaine haut de 40 m finit par se rompre et causa de sérieux dommages, tanguant de tous côtés et endommageant les gréements. Tandis que la tempête redoublait d'intensité, les vagues frappant l'avant rompirent le gaillard. L'eau gagna alors les dépôts de charbon et la salle des machines. Durant les quatre jours suivants, l'équipage tenta de remédier aux avaries en rapiéçant les voiles et en resserrant les haubans. Les pompes s'étant avérées insuffisantes, les marins essayèrent d'écoper seau par seau l'eau présente dans la soute à charbon, ce qui représentait le danger le plus immédiat. 
Malgré ces efforts désespérés, le naufrage était imminent et l'unique voie de salut était de regagner au plus vite le port le plus proche. Les marins se dirigèrent donc vers Kobe, située dans un golfe au-delà du cap Shiono et du phare de Kashinozaki (en). L'eau de mer finit finalement par éteindre l'un des fourneaux de la salle des machines. Ne disposant de pratiquement plus aucune force de propulsion, la voilure étant fortement endommagée, le bateau livré à lui-même dériva en direction de dangereux rochers situés sur la côte orientale de l'île de Kii Ōshima (en). Alors que l'équipage tentait désespérément d'éviter le contact avec les rochers en effectuant un ancrage d'urgence, le navire finit par toucher des récifs et coula au premier contact vers minuit le 18 septembre 1890.
533 marins dont cinquante officiers, y compris l'amiral Ali Osman Pacha, trouvèrent la mort lors du naufrage. Seuls six officiers et 63 marins survécurent. Six des rescapés n'étaient pas blessés, neuf très sévèrement touchés et les autres plus légèrement blessés. Après l'opération de sauvetage, deux marins furent emmenés à Kōbe à bord de bateaux japonais, deux autres par des navires de la flotte impériale et 65 par des canonnières allemandes. Tous furent ensuite rapatriés à Constantinople à bord des corvettes japonaises Kongō et Hiei qui quittèrent Tokyo en octobre 1890 et arrivèrent à destination le 5 janvier 1891. Là le sultan reçut les officiers des corvettes japonaises et les remercia pour l'opération de sauvetage en leur remettant des décorations.

## Commémoration

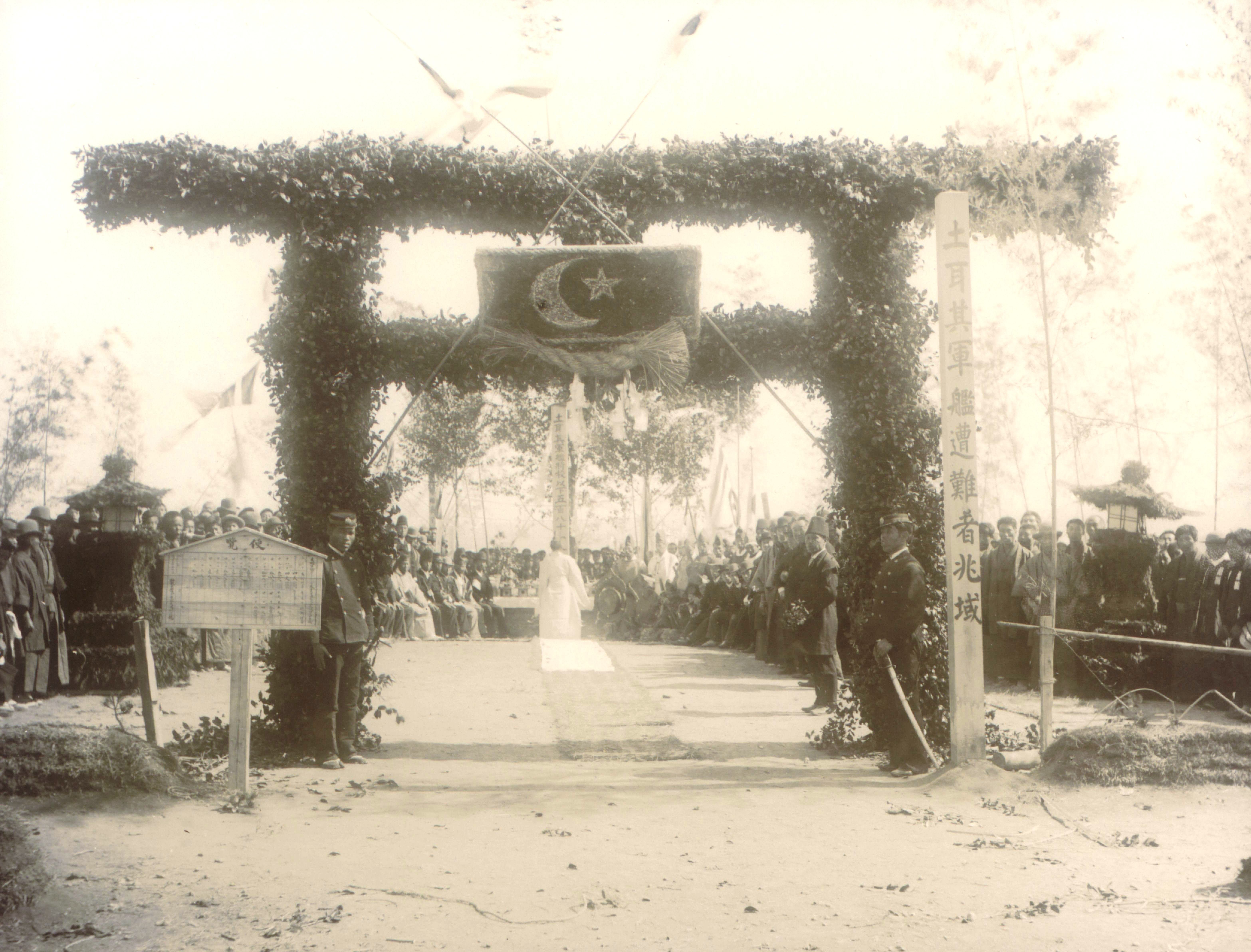
Cérémonie funéraire des victimes du naufrage de l'Ertuğrul en 1890.

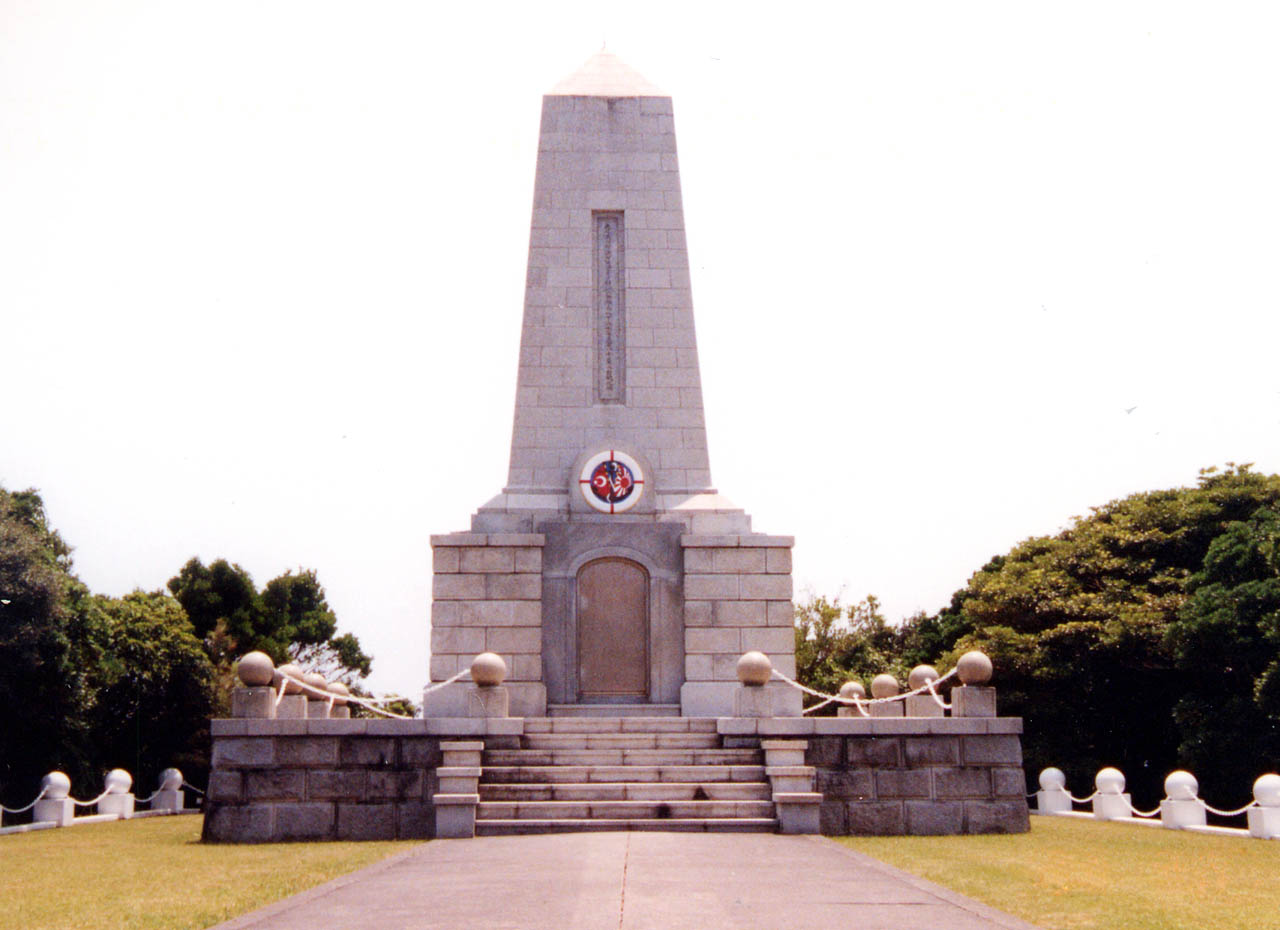
Mémorial de la frégate Ertuğrul au Japon

Le naufrage du navire de guerre ottoman provoqua un courant de sympathie chez les Japonais et contribua à consolider les relations diplomatiques naissantes entre les deux pays.
En février 1891, un cimetière fut aménagé afin d'accueillir les dépouilles des marins de la sublime Porte. Il est situé dans la localité de Kushimoto, à proximité d'un phare. L'empereur Hirohito vint visiter le cimetière en 1929 et il fut étendu cette même année. La Turquie fit rénover le monument commémoratif en 1939.
En 1974, un « musée turc » a été construit en mémoire de la tragédie, il contient une réplique de l’Ertuğrul à échelle réduite, des photographies et des statues des marins.
L'accident est commémoré tous les cinq ans à Kushimoto à la date du naufrage en présence d'officiels de haut rang de la Turquie et du Japon. En 2008, le président turc Abdullah Gül en visite officielle a participé en personne aux commémorations.

## Sauvetage de l'épave
Le 4 janvier 2007, un projet de sauvetage de l'épave a été annoncé. Le but annoncé de l'opération est de ramener l’Ertuğrul à la surface des eaux puis de l'exposer dans le musée à proximité du monument en hommage aux victimes à Kushimoto. Le projet soutenu par plusieurs organismes scientifiques turcs compte aussi en son sein des archéologues nautiques japonais et américains.